# Miklós Páncsics
Miklós Páncsics, född den 4 februari 1944 i Gara, Ungern, död 7 augusti 2007 i Budapest, var en ungersk fotbollsspelare som ingick i det ungerska lag som tog OS-guld i fotbollsturneringen vid de olympiska sommarspelen 1968 i Mexico City. Vid de olympiska sommarspelen 1972 i München blev det OS-silver i fotbollsturneringen.